# 庆州春阳桥址与月精桥址
庆州春阳桥址与月精桥址（韓語：경주 춘양교지와 월정교지），是位于韩国慶尚北道慶州市的廊桥遗址，两桥始建于760年，后毁于朝鲜王朝时期。2018年4月，韩国政府在原址重建月精桥并开放为旅游景点，重建后的月精桥也成为韩国境内规模最大的木制桥梁。

## 历史
据《三国史记》记载，统一新罗时期的景德王十九年（公元760年）二月十九日，新罗在庆州王城外建成月净桥（韓語：월정교，后改名为月精桥）与春阳桥（韓語：춘양교，后改名日精桥、孝不孝桥），用于连接南川（又名蚊川）两侧的月城与南山。据考证，月精桥在朝鲜王朝时期被毁。
1984年11月26日至1986年9月8日间，韩国政府对月精桥遗址进行了2次发掘，经研究得出了原址上曾有过木质桥梁的结论。2008年至2013年间，月精桥经历了一阶段重建，但门楼暂未复建。2016年4月至2018年4月间，该桥经历了第二阶段的重建，门楼于该阶段建成。
2004年11月27日，月精桥、日精桥及其遗址被指定为韓國史蹟。2025年，韩国文化体育观光部将月精桥评选为“2025～2026韩国觀光100選”（韓語：2025∼2026 한국관광 100선）之一，认可了其历史价值。

## 建筑
根据相关估计，月精桥的原始形制长约60.57米，根据对残存桥址及其中出土的烧焦木材和瓦片的分析，原来的月精桥由桥两侧的桥台、翼墙以及四个主桥墩组成，桥面的结构可能是带有瓦顶的楼阁式建筑，桥的两端可能曾建有塔楼。日精桥的设计亦与之相似，估计长度至少为55米，桥面宽度至少为12米，桥的高度在5米以上，由一个桥台、一个翼墙和三个桥墩组成。
2013年，经第一阶段复建的月精桥长66.15米，宽13米，高6米，2018年4月门楼重建完毕后，二楼被建设为向公众开放的桥梁历史的展览馆，展出内容包括遗址出土的文物和月精桥历史及复原过程的数码影像。桥上装有灯饰，于夜间灯饰照亮桥面，景色优美。该桥附近会经常举办各类活动，包括美食和文化表演等。

## 画廊

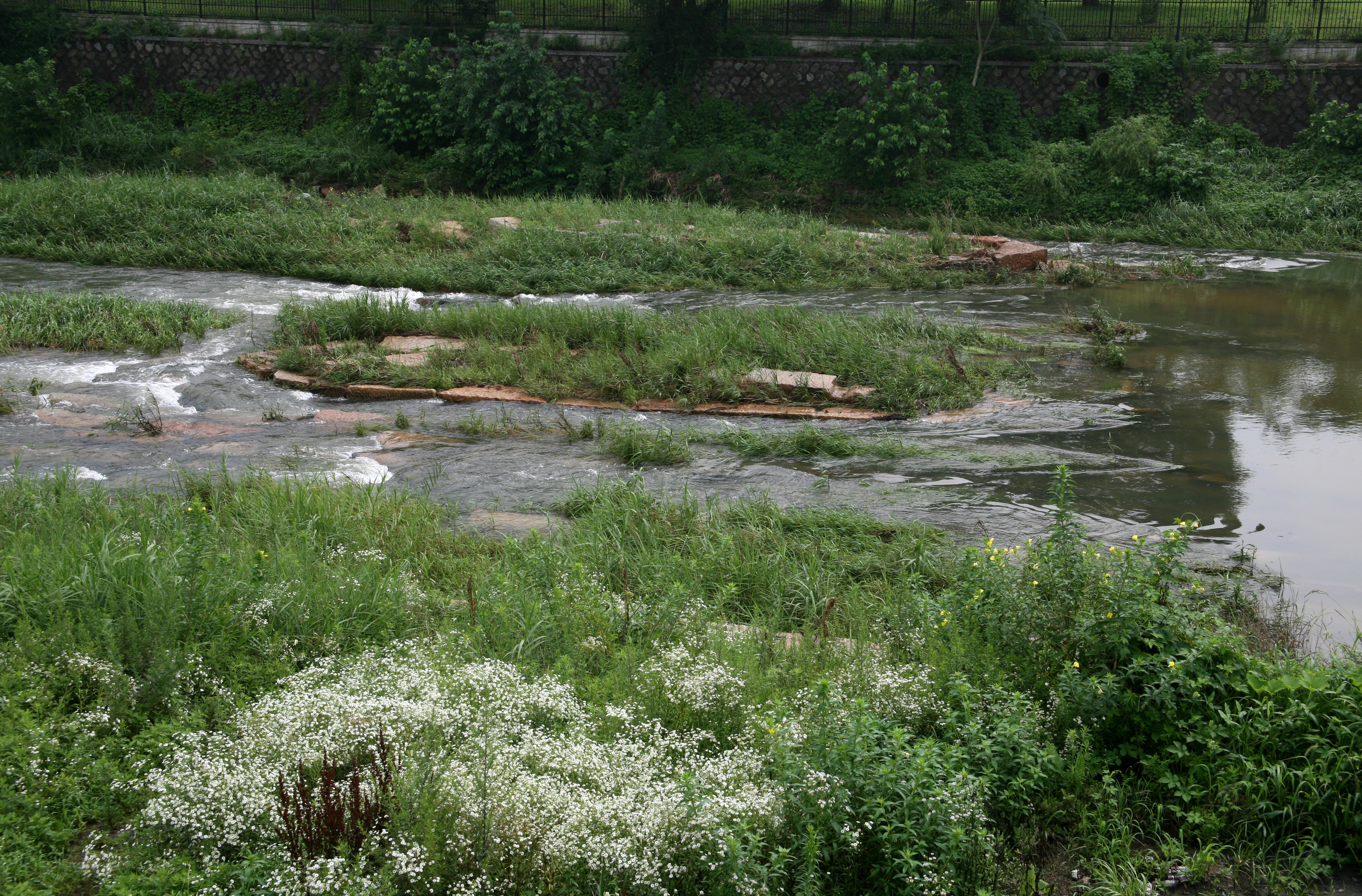
桥梁遗址，2009年摄
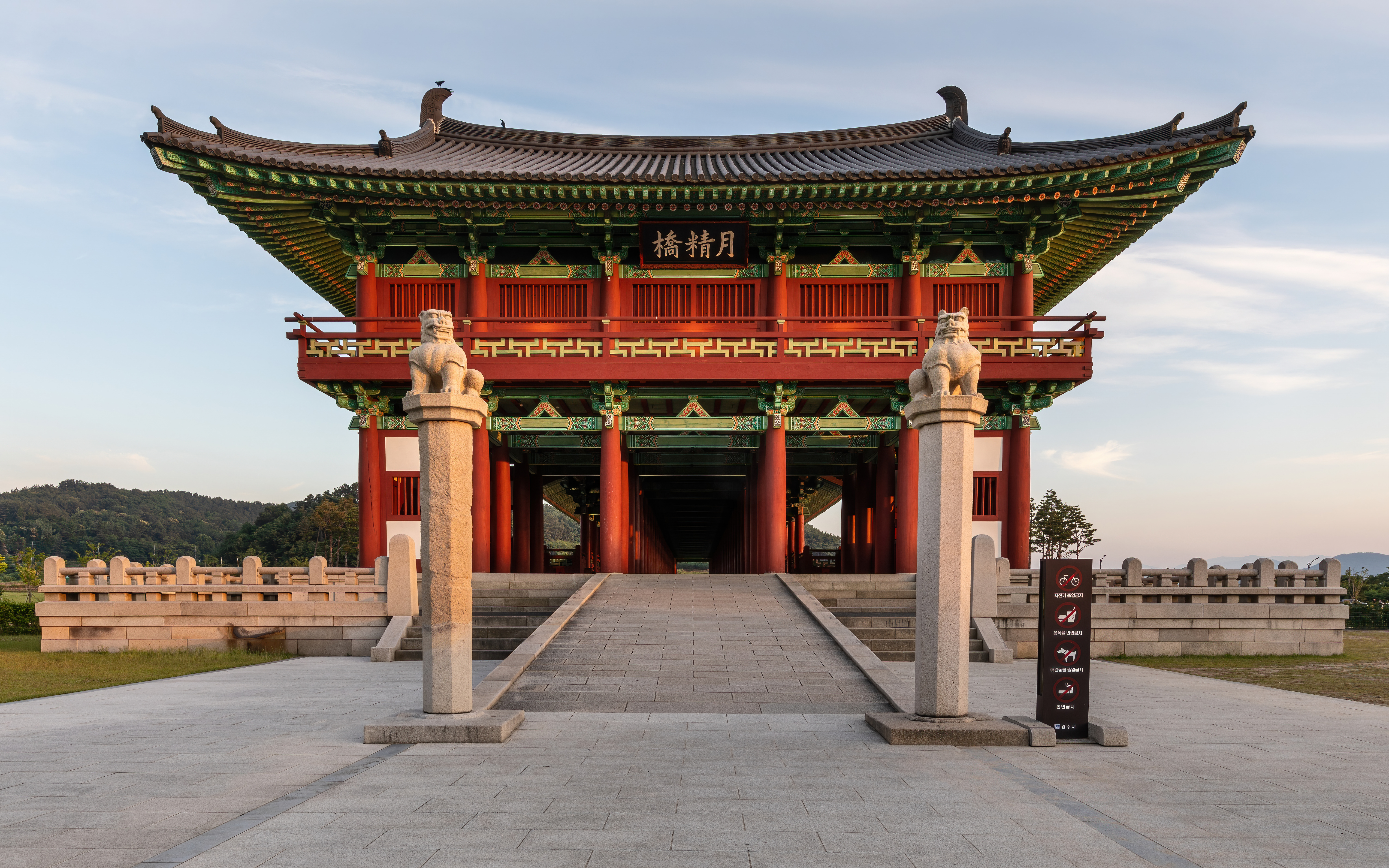
北端，2024年摄
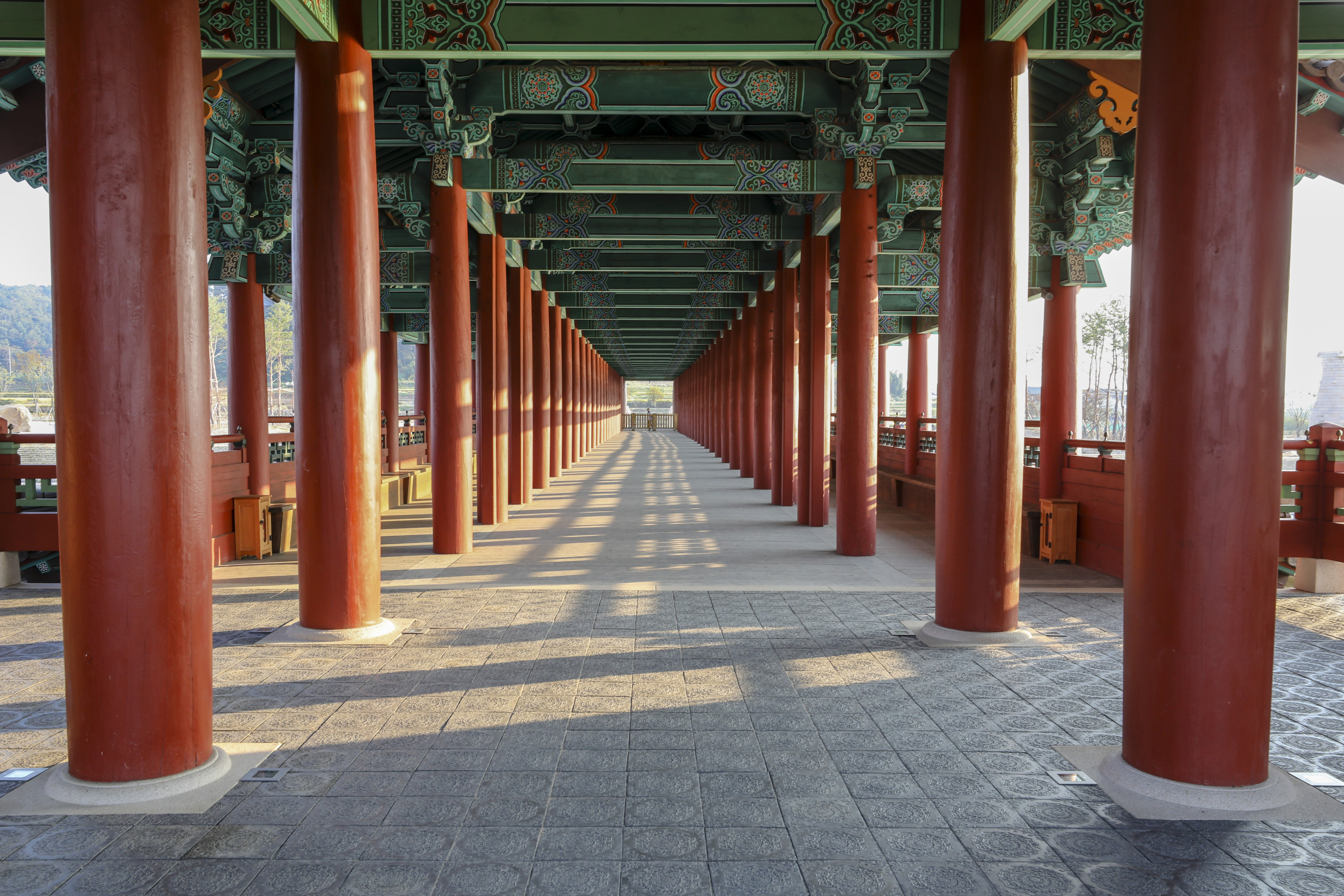
桥上，2018年摄